# Stapelia

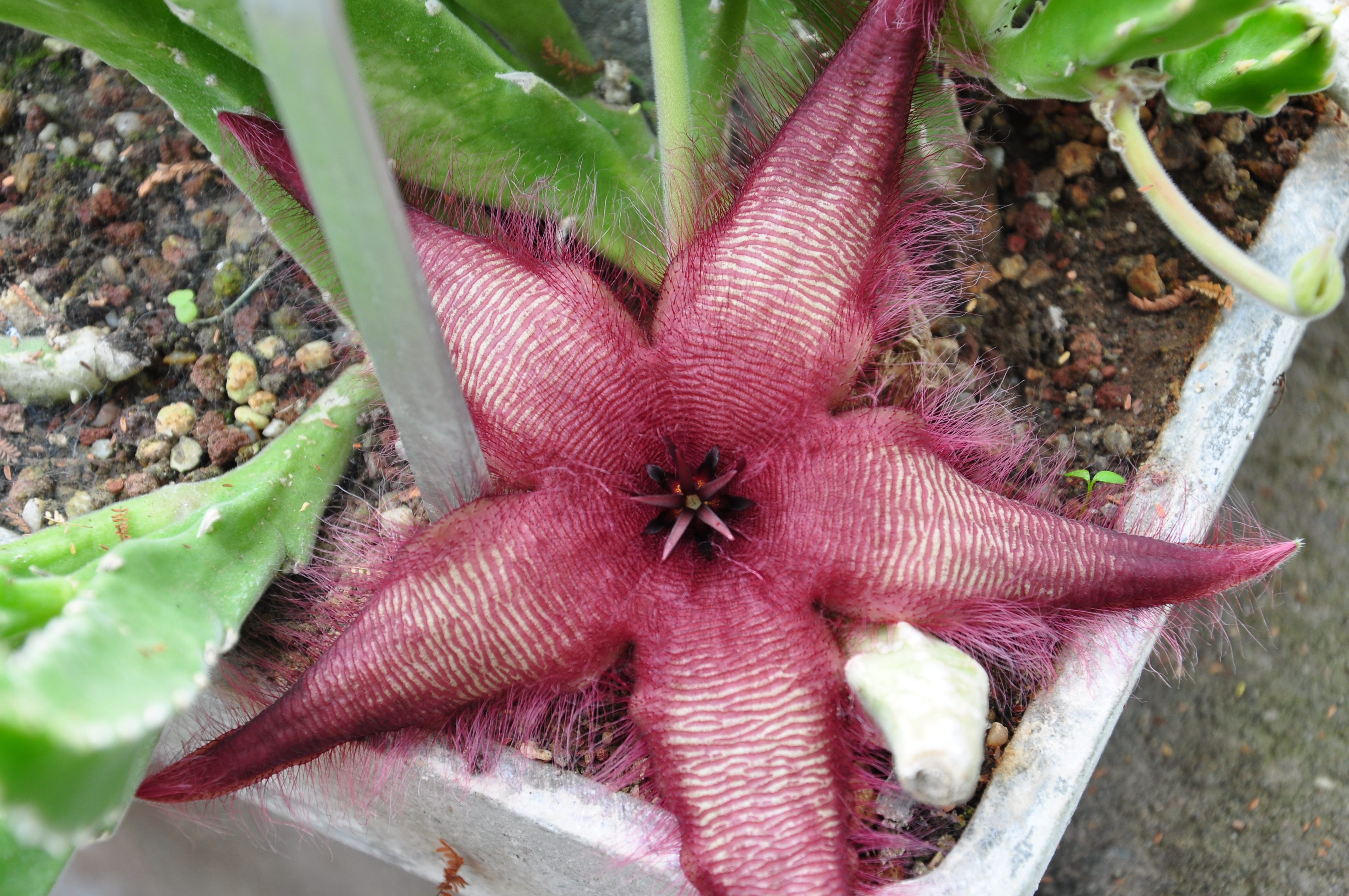
S. gettleffii

Stapelia és un gènere de plantes amb flors amb prop de 31 espècies de la família Asclepiadaceae. És originari del sud d'Àfrica.
Són plantes amb tiges suculentes. Les flors són notables en algunes espècies i les de S. gigantea arriben a fer 40 cm de diàmetre. Són piloses i poden fer una olor agradable o bé una pudor de carn en descomposició, que atreu les mosques de la família Calliphoridae, que les pol·linitzen.
Diverses espècies es cultiven com a plantes ornamentals.

## Algunes espècies
| - Stapelia acuminata - Stapelia albicans - Stapelia albipilosa - Stapelia arenosa - Stapelia asterias - Stapelia aurea - Stapelia ausana - Stapelia barklyi - Stapelia bayfieldii - Stapelia baylissii - Stapelia bella - Stapelia cactiformis - Stapelia cantabrigensis - Stapelia caudata - Stapelia cedrimontana - Stapelia clavicorona - Stapelia cupularis - Stapelia desmetiana - Stapelia dinteri - Stapelia divaricata - Stapelia divergens - Stapelia engleriana - Stapelia erectiflora - Stapelia flavirostris - Stapelia flavopurpurea - Stapelia gariepensis - Stapelia gettliffei - Stapelia gigantea - Stapelia glabricaulis - Stapelia glabriflora - Stapelia glanduliflora - Stapelia grandiflora - Stapelia hanburyana - Stapelia hirsuta - Stapelia immelmaniac | - Stapelia knobelii - Stapelia kougabergensis - Stapelia kwebensis - Stapelia leendertziae - Stapelia lepida - Stapelia macloughlinii - Stapelia macowanii - Stapelia maculosa - Stapelia maculosoides - Stapelia melanantha - Stapelia mutabilis - Stapelia obducta - Stapelia olivacea - Stapelia pachyrrhiza - Stapelia paniculata - Stapelia parvula - Stapelia pearsonii - Stapelia peglerae - Stapelia pillansii - Stapelia portae-taurinae - Stapelia praetermissa var. luteola - Stapelia praetermissa var. praetermissa - Stapelia preastans - Stapelia remota - Stapelia rubiginosa - Stapelia rufa - Stapelia schinzii - Stapelia scitula - Stapelia tsomoensis - Stapelia unicornis - Stapelia variegata - Stapelia vetula - Stapelia villetiae - Stapelia youngii |